# Can You Hear Me? (Doctor Who)
Can You Hear Me? es el séptimo episodio de la duodécima temporada moderna de la serie británica de ciencia ficción Doctor Who, emitido originalmente el 9 de febrero de 2020 por BBC One. Fue escrito por Charlene James y el productor ejecutivo Chris Chibnall y dirigido por Emma Sullivan.
En un viaje que los lleva desde la antigua ciudad siria de Alepo hasta Sheffield, la Decimotercer Doctor (Jodie Whittaker) y sus acompañantes Graham O'Brien (Bradley Walsh), Ryan Sinclair (Tosin Cole) y Yasmin Khan (Mandip Gill) son perseguidos por un extraño ser que los obliga enfrentarse a sus peores pesadillas.
El episodio recibió críticas mixtas de los críticos.

## Sinopsis
La Doctor deja a sus compañeros en Sheffield para que estos puedan pasar tiempo con amigos y familiares, mientras ella responde a una alerta de la ciudad de Alepo en el Sultanato mameluco de Egipto en 1380. Allí, salva a Tahira, la última paciente con vida en un hospital psiquiátrico, de una criatura amenazante.
Mientras tanto, los compañeros de la Doctor tienen oscuras visiones: Graham ve a una mujer atrapada pidiendo ayuda; Yaz tiene pesadillas sobre un hombre con ropa oscura, y Ryan ve al mismo hombre separando sus dedos y colocándolos en las orejas de su amigo Tibo, después de lo cual ambos desaparecen. Los tres contactan a la Doctor simultáneamente.
La Doctor usa los controles telepáticos de la TARDIS para rastrear la visión de Graham, ubicándola como una nave espacial alojada entre dos planetas, evitando que estos choquen. Dentro de la nave hay una pequeña estructura de prisión con una fuente de energía protegida por un bloqueo de fluctuación cuántica. También encuentran señales enviadas desde la Tierra a la prisión a través de los dedos separados. La Doctor manipula la cerradura mientras los demás exploran la nave, pero son capturados por el hombre vestido de oscuro. Justo cuando la Doctor abre la cerradura, el hombre se revela a la Doctor como el dios inmortal Zellin, y le agradece por rescatar a su aliada, Rakaya, otra diosa inmortal que había quedado atrapada en la prisión. Los dos prosperaban causando caos, y habían vuelto las civilizaciones de los dos planetas una contra la otra antes de que sus habitantes aprendieran a atrapar a Rakaya. Para mantenerla cuerda, Zellin le enviaba las pesadillas de humanos en la Tierra.
Zellin y Rakaya atrapan a la Doctor y viajan a la Tierra para alimentarse de las pesadillas. La Doctor se libera a sí misma y a sus aliados, y descubre cómo manipular los dedos de Zellin para enfrentarse a la prisión. Sabiendo que la criatura en Alepo es una pesadilla de la mente de Tahira y no puede dañarla, la Doctor atrae a los dioses a Alepo y luego atrapa los atrapa en la prisión gracias a la criatura de Tahira.
Después de regresar a Tahira a su tiempo, los otros regresan al Sheffield contemporáneo para recuperarse. Yaz va a agradecer a un oficial de policía que la había convencido de pensamientos suicidas años antes. Graham se abre a la Doctor sobre sus miedos por el cáncer. Ryan habla con Yaz sobre el impacto de sus viajes con la Doctor en sus vidas personales. Mientras sus compañeros discuten su futuro con la Doctor, de repente anuncia que irán a visitar a Mary Shelley.

### Continuidad
En un interpelación a la Doctor, Zellin menciona a otros seres inmortales, incluyendo al Juguetero Celestial del serial The Celestial Toymaker del Primer Doctor, a los Guardianes aparecidos en múltiples seriales del Cuarto y Quinto Doctor, y a los Eternos del serial Enlightenment del Quinto Doctor.
La pesadilla del Doctor se muestra como otra visión del Niño Eterno, mencionado por última vez en Spyfall. Los Dregs de Orphan 55 hicieron un cameo durante la secuencia del sueño de Ryan. En el sueño de Graham, recuerda a su difunta esposa Grace, vista por última vez en It Takes You Away, quien le dice que su cáncer ha regresado. Graham le cuenta a la Doctor en The Woman Who Fell to Earth acerca de estar en remisión por cáncer y cómo Grace era su enfermera.

## Producción

### Desarrollo
Can You Hear Me? fue escrito por Charlene James y Chris Chibnall.

### Casting
Ian Gelder interpreta a Zellin en este episodio, quien ya anteriormente había aparecido previamente como Dekker en Torchwood: Children of Earth e interpretado a los Remanentes en The Ghost Monument. Sharon D. Clarke repite su papel como la difunta esposa de Graham, Grace.

### Filmación
Emma Sullivan dirigió el cuarto bloque de grabación, que incluye a los episodios Can You Hear Me? y The Haunting of Villa Diodati.

## Difusión y recepción

### Calificaciones
Can You Hear Me? fue visto por 3,81 millones de espectadores durante la noche, lo que lo convierte en el séptimo programa más visto en el día en el Reino Unido. El episodio tuvo una puntuación del Índice de Apreciación del Público de 78.

### Recepción crítica
El episodio recibió una aprobación del 62%, y una calificación promedio de 6,33/10, en el sitio agregado de revisión Rotten Tomatoes, basado en 13 reseñas de críticos. El consenso en el sitio web dice:

Can You Hear Me? tiene muchas ideas y algunos fantasmas decentes, pero las buenas intenciones no pueden llevar un episodio a una conclusión satisfactoria.

Cerca del final del episodio, Graham discute el impacto emocional de las pesadillas que tuvo con la Doctor, y explica sus preocupaciones acerca de que su cáncer podría salir de la remisión; la Doctor solo puede decirle que ella es demasiado "socialmente incómoda" para ofrecer una respuesta. Esta escena fue analizada negativamente tanto por críticos como fanáticos ya que sintieron que no era representativo del personaje del Doctor descartar tales preocupaciones, ni consistente con los mensajes pasados del programa. La BBC recibió numerosas quejas, lo que llevó al canal a emitir una respuesta, afirmando que la respuesta de la Doctor:

(...) nunca fue despectiva. El amigo del Doctor estaba asustado y lo vemos luchando para lidiar con la gravedad de la situación (...). La intención de la escena era reconocer lo difícil que puede ser lidiar con conversaciones sobre este tema. Cuando se enfrentan a estas situaciones, las personas no siempre tienen las palabras correctas para decir en el momento adecuado, y esto a menudo puede generar sentimientos de culpa. Al mostrarle a la Doctor que luchaba por encontrar las palabras correctas, la intención era simpatizar con todos aquellos que pudieran haberse encontrado en una posición similar.